# Cyrtandra tempestii
Cyrtandra tempestii är en tvåhjärtbladig växtart som beskrevs av John Horne och Charles Baron Clarke. Cyrtandra tempestii ingår i släktet Cyrtandra och familjen Gesneriaceae. Inga underarter finns listade i Catalogue of Life.